# Vid tolv års ålder
Vid tolv års ålder eller Drinkarflickans död är en berättelsesång av religiös karaktär som skrevs av Albert M. Johansson och publicerades 1890 i K.F. Kaldéns "Harpoljud" och samma år i "Turturdufvans röst". Visan handlar om en tolvårig flicka som av sin försupne fader tvingas att gå och köpa brännvin en kall vinterkväll. Hon förfryser och dör och fadern blir som ett resultat av detta omvänd och frälst. Som melodi till visan har använts antingen Joël Blomqvists Var är biljetten eller Så bister kall sveper nordanvinden.